# Берестейська митна книга 1583 року
Берестейська митна книга (1583) — книга з детальними записами митної комори Берестя про рух через місто по Бугові і суходолом торговельних вантажів переважно до Гданська з зазначенням у записі прізвища власника вантажу та супровідних осіб (факторів), назви та кількості вантажу (збіжжя, лісоматеріал, попіл), звідки і куди прямує, суми митних оплат. Із записів випливає, що через Бересть йшли товари з Пинського, Кобринського, Холмського, Белзького, Володимирського, Луцького повітів, також з Бузька, Крем'янця. Власниками товарів були головно магнати і шляхта, також заможні міщани.